# Obesity
Obesity è una rivista medica mensile sottoposta a revisione paritaria che si occupa di ricerca sull'obesità. È stata fondata nel 1993 con il nome di Obesity Research, ottenendo il nome attuale nel 2006. È pubblicata dalla Wiley-Blackwell per conto dell'Obesity Society, di cui è la rivista ufficiale. Il caporedattore è Eric Ravussin (Pennington Biomedical Research Center). Secondo il Journal Citation Reports, la rivista ricevuto un fattore di impatto per il 2020 pari a 5,002.